# Тиросек
Тиросек (словен. Tirosek) — поселення в общині Горній Град, Савинський регіон, Словенія. Висота над рівнем моря: 560 м. 